# Gabriele Rossetti
Gabriele Pasquale Giuseppe Rossetti (Vasto, 18 febbraio 1783 – Londra, 16 aprile 1854) è stato un poeta, critico letterario e patriota italiano.

## Biografia
Gabriele Rossetti, figlio di Nicola e Maria Francesca Pietrocola, nacque a Vasto, il 18 febbraio 1783. Esordì in patria come improvvisatore di versi di tono arcadico-anacreontico.
Il Rossetti giunse a Napoli nel 1804 grazie all'interessamento di Venceslao Mayo, amministratore di Tommaso d'Avalos, marchese del Vasto. Grazie al sostegno del marchese del Vasto Gabriele completò gli studi, dedicandosi inoltre alla composizione poetica. In seguito al mutare della situazione politica nel regno di Napoli, causata dall'invasione francese, il Rossetti perse il suo protettore, fuggito in Sicilia. Con l'arrivo dei francesi a Napoli Gabriele Rossetti cercò l'appoggiò di Giuseppe Bonaparte, al quale dedicò un volume di componimenti poetici.
Grazie a Giuseppe Bonaparte ottenne un incarico quale conservatore dei marmi e dei bronzi antichi del museo di Napoli. Con l'avvento di Gioacchino Murat fu poeta del Teatro San Carlo di Napoli, per il quale compose alcuni libretti d'opera. Si dedicò anche alla poesia civile e a quella sacra.
In seguito al ritorno della dinastia borbonica, Gabriele Rossetti poté conservare la sua posizione di conservatore presso il Museo reale. Tuttavia, a causa del suo appoggio agli insorti dei moti liberali del 1820-1821, espresso sia per mezzo di componimenti letterari sia mediante la partecipazione ad eventi bellici (battaglia di Antrodoco), Rossetti fu costretto all'esilio. Trovò rifugio su un naviglio britannico, la HMS Rochfort, grazie all'aiuto dell'ammiraglio Graham Moore (1764–1843) e della moglie di questi, Dora Eden. Giunse a Malta nel maggio del 1821, dove strinse amicizia con i fratelli Gabriele e Domenico Abatemarco e con lo scrittore e diplomatico britannico John Hookham Frere. Gabriele Rossetti venne esplicitamente menzionato tra coloro esclusi dall'amnistia accordata da Ferdinando I delle Due Sicilie e proclamata il 28 settembre 1822. Da questo fatto nacque la decisione di trasferirsi nel 1824 a Londra, dove avrebbe trascorso il resto della sua vita. Divenne professore di lingua e letteratura italiana presso il King's College di Londra (1831) e mantenne l'incarico fino al 1847.
Pubblicò numerose raccolte di poesie, che traducono violenza giacobina e passione religiosa in un cantabile sentimentalismo: Odi cittadine (1820), Iddio e l'uomo (1833, seconda redazione 1843), Il veggente in solitudine (1846) e L'arpa evangelica; fu anche autore di alcune opere di critica letteraria, soprattutto su Dante e la Divina Commedia.
Tra i critici che si sono occupati della sua opera, ricordiamo in particolare Giosuè Carducci e Pompeo Giannantonio, curatore, quest'ultimo, della pubblicazione del Commento analitico al Purgatorio, scritto dal poeta vastese negli anni del suo esilio londinese e pubblicato postumo, nel 1966. Il primo traduttore della sua opera poetica è stato il letterato vastese Romualdo Pàntini che, per l'editore Le Monnier di Firenze, curò le versioni di La casa di vita (The House of Life, 1904) e Ballate (Ballads, 1921).
Negli ultimi anni Mario Fresa, un altro studioso dell'opera poetica del vastese, ha scoperto due importanti manoscritti autografi rossettiani: si tratta delle due redazioni (1833 e 1843) del poema politico-religioso Il Tempo, ovvero Dio e L'Uomo, opera che fu inclusa, a causa dei violenti attacchi contro la monarchia e contro il potere temporale della Chiesa che vi erano contenuti, nell'Index Librorum Prohibitorum. Una preziosa copia stampata della prima edizione (1833) dell'opera fu donata dallo stesso Rossetti alla Biblioteca del British Museum di Londra. Il poema è stato pubblicato in edizione critica nel 2012, a cura di M. Fresa, col sostegno del Centro Europeo di Studi Rossettiani di Vasto.

## La famiglia
Fratello, tra gli altri, di Domenico Rossetti (1772-1816), sposò Frances Polidori (1801-1886), figlia di un altro esule italiano, Gaetano Polidori (1764-1853), dalla quale ebbe quattro figli:
- Maria Francesca Rossetti (1827-1876)
- Dante Gabriel Rossetti (1828-1882)
- William Michael Rossetti (1829-1919)
- Christina Rossetti (1830-1894)

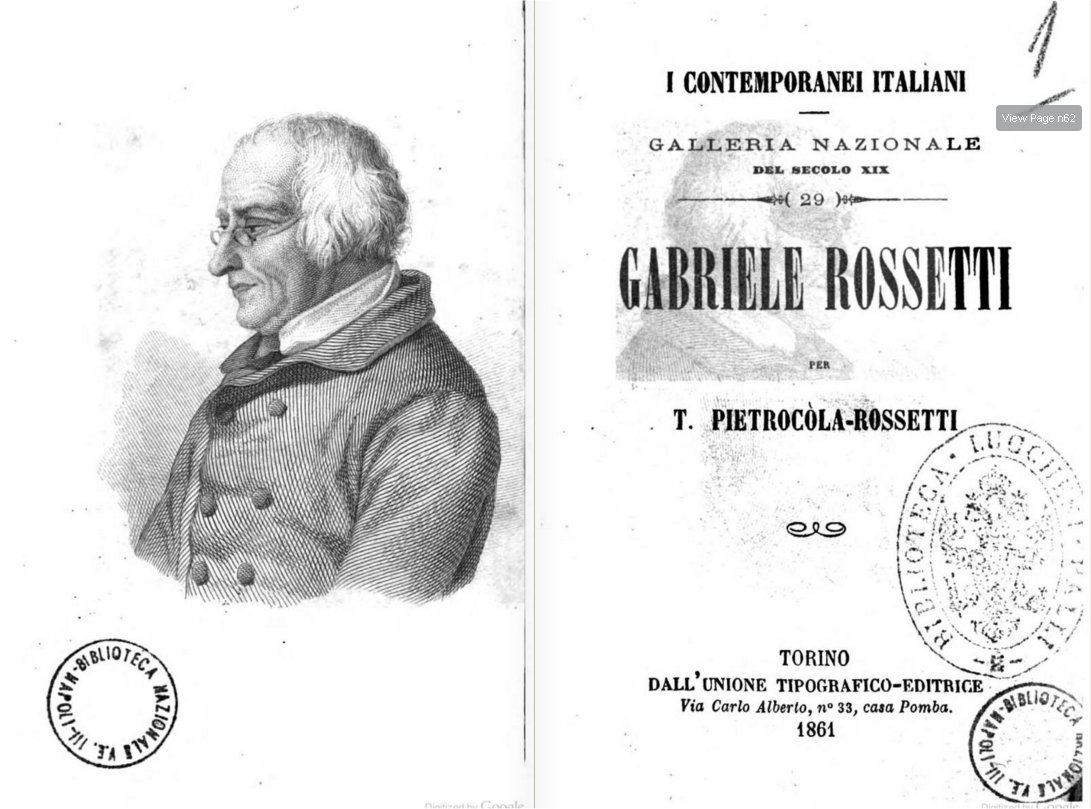
Frontespizio da [https://archive.org/stream/bub_gb_AIfMNb8PODsC#page/n1/mode/2up Internet Archive

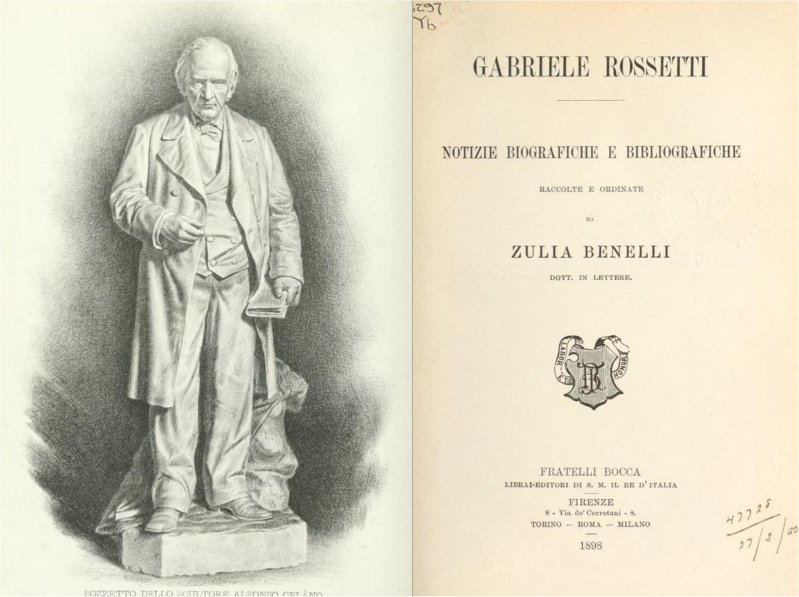
Frontespizio Biografia di Z.Benelli tratto da [https://archive.org/details/gabrielerossetti00beneuoft Internet Archive

Tra i suoi numerosi cugini si devono ricordare Luigi Pietrocola padre di quel Teodorico Pietrocola Rossetti, che frequentò a lungo la sua casa londinese, e il municipalista vastese Floriano Pietrocola (1779 1799)

## Pensiero
Rossetti fu influenzato sin dalla giovinezza dalla nuova corrente del liberalismo e del giacobinismo francese. Infatti Gabriele visse in prima persona i moti popolari di matrice murattiana, che portarono alla costituzione della repubblica Partenopea, nella sua Vasto si costituì la repubblica Vastese: il municipalista Floriano Pietrocola, suo cugino, insieme ad altri liberali, fu trucidato da reazionari filoborbonici. Sarebbe stato questo episodio, insieme a molti altri, a influenzare profondamente il sentimento antireazionario del Rossetti; nel 1804 quando Gabriele andò a Napoli, la città era in subbuglio, tanto che Ferdinando IV di Borbone dovette abbandonare la capitale.
(Napoli, Simoniana, 1806)
La poesia piacque agli ambienti letterari napoletani, e anche al nuovo sovrano, che gli conferì l'incarico di Conservatore del Real Museo. Presto fu nominato poeta e librettista del Teatro San Carlo, per cui scrisse il Giulio Sabino, cui seguì il Natale di Alcide, azione drammatica rappresentata il 15 agosto 1809. Dopo l'occupazione di Gioacchino Murat, che venne incoronato Re di Napoli, Rossetti a Roma occupata fu nominato socio dell'Accademia Tiberina, e di quella degli Arcadi, assumendo lo pseudonimo di Filodauro Labediense, anche se la felicità durò poco, poiché nel 1815 il governo murattiano cadde, e venne nominato nuovamente Ferdinando IV di Borbone, come "Ferdinando I delle Due Sicilie".

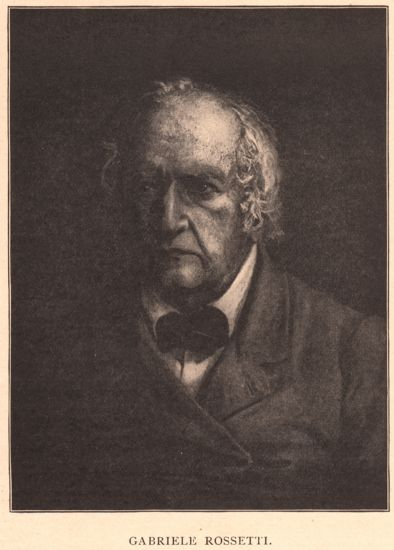
Ritratto senile di Rossetti

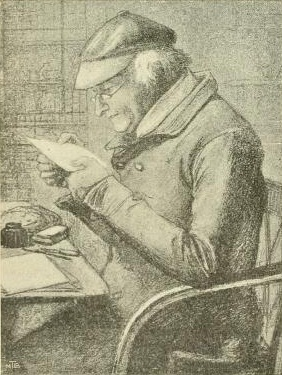
Gabriele Rossetti in un ritratto senile, opera del figlio Dante Gabriel

Rossetti condannò il fatto con l'invettiva:
Successivamente Rossetti, iscrittosi alla Carboneria, vide l'insurrezione scoppiare il 2 luglio 1820, quando i sottotenenti Morelli e Silvati disertarono la guarnigione di Nola, dirigendosi ad Avellino. Il 9 luglio il Generale Pepe a capo dei carbonari e dell'esercito entrava a Napoli, Rossetti cambiò completamente registro per lo stile delle odi, passando dall'anacreontico al tirtaico, per questo venendo soprannominato più avanti il "Tirteo d'Italia".
Infatti Giosuè Carducci commentava riguardo l'ode "Sei pur bella con gli astri sul crine": «Inno splendido di immagini antiche e pure per lungo tempo declamato e cantato sommessamente da donne e fanciulli, e pure molesto alla polizia austriaca che nel processo al Conte Arrivabene fé carico di tenerlo e di darlo a leggere, e pure ferocemente inquisito dal Duca di Modena; inno le cui trenta strofe costarono al Poeta ben trent'anni di esilio e la morte in tera straniera.»
Il Rossetti acclamava così l'arrivo di Guglielmo Pepe:
E mentre il sovrano borbonico si recava nella chiesa di Santo Spirito per analizzare la Costituzione, il popolo si riuniva il 13 luglio attorno a Gabriele Rossetti, declamando: "Aire che attendi più? Lo scettro ispano / Già infranto cadde al suol, funesto esempio / A chi resta a regnar!"
Dopo che il Re ritirò la Costituzione, dopo averla concessa, Rossetti scrisse un opuscolo "Alla difesa, Cittadini", e l'ode famosa "Al campo, al campo", declamato dalla società Sebazia nel febbraio 1821. Rossetti scrisse odi anche in occasione della battaglia di Antrodoco, che fu persa dai liberali, il 23 marzo 1821: le truppe austriache entravano a Napoli: il marchese di Circello, presidente del governo provvisorio, promulgò un decreto con cui condannava a morte i carbonari e i murattiani, sicché il Rossetti, inserito nella lista di proscrizione, dovette abbandonare la città.
Oggi Rossetti è noto per lo più per il Commento analitico alla Commedia dantesca, che doveva constare inizialmente di 6 volumi, solo i primi relativi all'Inferno furono pubblicati tra il 1826-27. Il manoscritto dei due volumi del Purgatorio è stato donato alla Biblioteca comunale di Vasto (CH) dal figlio Guglielmo Michele in occasione della sua visita alla casa paterna nel 1893, e pubblicato solamente nel 1966 a cura di Pompeo Giannantonio. L'opera rossettiana segna una tappa fondamentale nella moderna esegesi dantesca dell'800, intende svelare insieme alla pubblicazione La Beatrice di Dante (1842) il linguaggio simbolico usato dal Sommo nella Divina Commedia per nascondere dottrine politiche e religiose ardite. Anche se tali interpretazioni furono osteggiate all'inizio, di recente sono state riproposte nella critica dantesca.
Nel 1846 con la pubblicazione a Parigi il Veggente in solitudine, presso la Società Letterati Italiani si aprì il dibattito per coniare una moneta con l'effigie del poeta, conio che avvenne grazie a Nicola Cerbara, che sul verso reca l'immagine di Giovan Battista Niccolini, storico e drammaturgo toscano, con la dedica: "A Gabriele Rossetti / Degl'invidiosi veri / Che da Dante / Fino a Muratori / Si gridarono / Propugnatore magnanimo / L'Italia riconoscente / A. MDCCCXXXXVII"
La fama rossettiana continuò anche dopo la sua morte, nel 1849 l'inno "Minaccioso l'Arcangel di guerra", musicato da Rossini, fu il canto principale dei garibaldini insieme a Fratelli d'Italia.
A Londra il Rossetti conobbe vari letterati e uomini di cultura e politica italiani esiliati, tra cui Ugo Foscolo, anche se nella sua Memoria non ne traccia un ricordo felice. Degli studi abruzzesi testimoniano come il Rossetti fosse un personaggio dall'eccezionale versatilità culturale, poiché in alcune lettere ad amici vastesi, come ai fratelli Palizzi, o all'amico Gabriele Smargiassi, si rivolgeva nel linguaggio colloquiale dialettale, e si dilettò anche di pittura.

## Luoghi rossettiani
- La Casa Rossetti a Londra: n. 38 di Charlotte Street, Portland Place, vicino a Oxford Circus. Una targa del 1906 ricorda il luogo dove Rossetti visse sino alla morte.

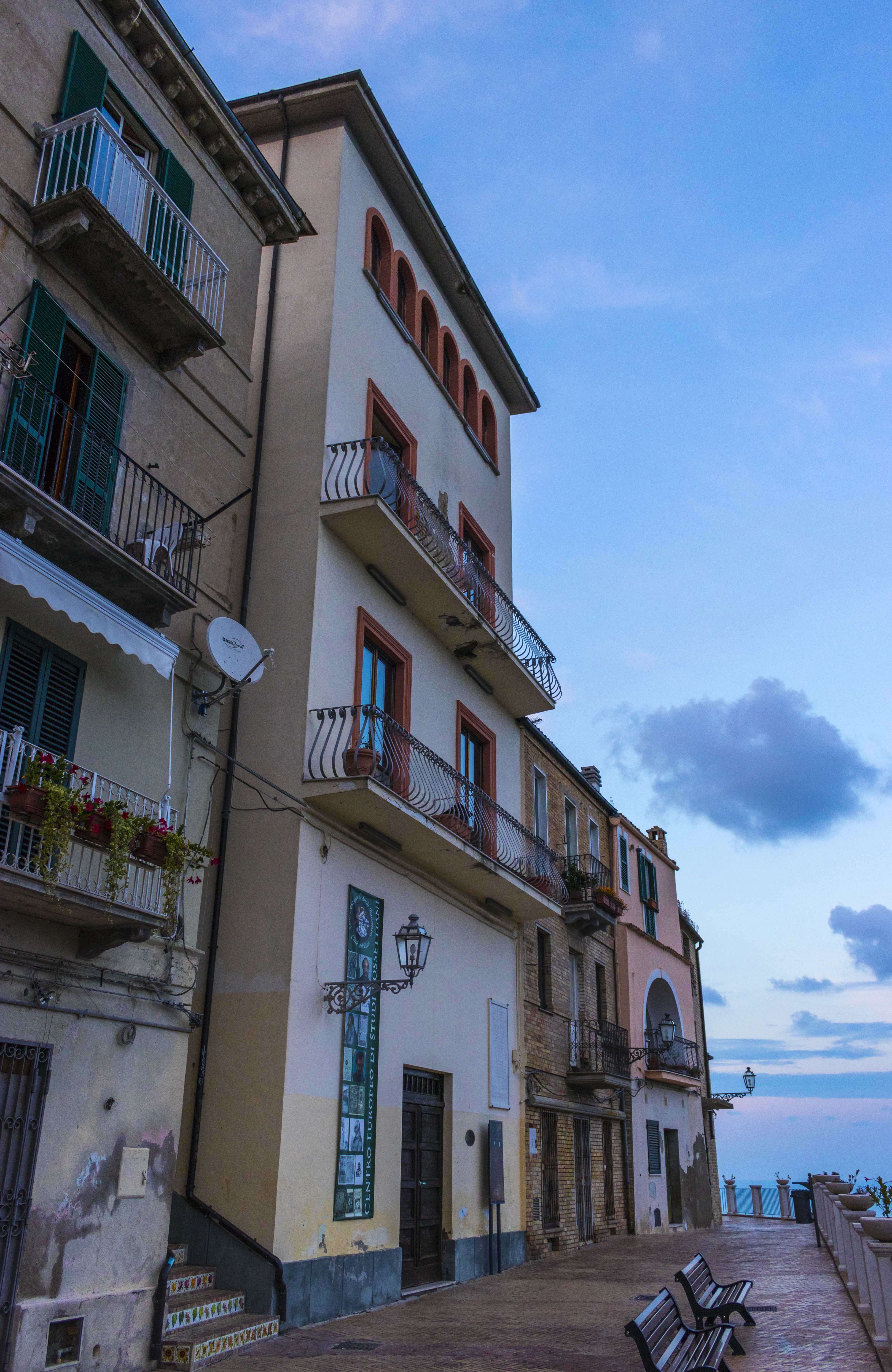
Casa natale di G. Rossetti

- Casa natale di Gabriele Rossetti: situata sulla Loggia Amblingh all'altezza di Porta Catena. Si ipotizza che fosse stata eretta presso una costruzione militare, data la sua posizione elevata e verticale, snodandosi su cinque piani, più quello del pianterreno adibito a fienile. Nella casa dimorarono i coniugi Nicola Rossetti e Maria Francesca Pietrocola, da cui nacquero nel 1765 Andrea Rossetti canonico e oratore, nel 1770 Antonio, poeta, nel 1772 Domenico filosofo, medico e avvocato e nel 1783 il poeta Gabriele. Il poeta visse nella casa almeno sino a vent'anni, ricordandola affettuosamente nelle sue Memorie. Quando morì, la casa divenne oggetto di interesse culturale, venendo restaurata nei primi anni del Novecento, e ospitando la biblioteca civica, prima dello spostamento nel 1988 nella Raffaele Mattioli. La casa è stata profondamente restaurata nel 1952 per ospitare la biblioteca, facendole perdere in parte il fascino originario, anche se era in stato avanzato di decadenza. Oggi ospita il "Centro studi Rossettiani", con la sala grande della biblioteca realizzata da Pompeo Giannantonio, uno dei primi studiosi di Rossetti. La sala sulla Loggia Amblingh è stata rifatta nel 2011 in occasione di una speciale mostra sul poeta. Il centro studi ha le finalità di collaborare con la Facoltà di Lettere e Filosofia dell'Università degli Studi "G. D'Annunzio" di Chieti, l'Università di Oxford e l'Università di Napoli "Federico II". Ospita inoltre l'archivio principale sulla famiglia Rossetti, le copie originali e manoscritte del poeta Gabriele e dei fratelli Domenico e Andrea, nonché alcune opere del pittore londinese Dante Gabriel e William Michael Rossetti, figli di Gabriele.
- Monumento a Gabriele Rossetti a Vasto: si trova nella piazza omonima, ricavata dall'area del mercato, formatasi con l'allagamento dell'antico anfiteatro romano di Histonium. Monumento a G. Rossetti

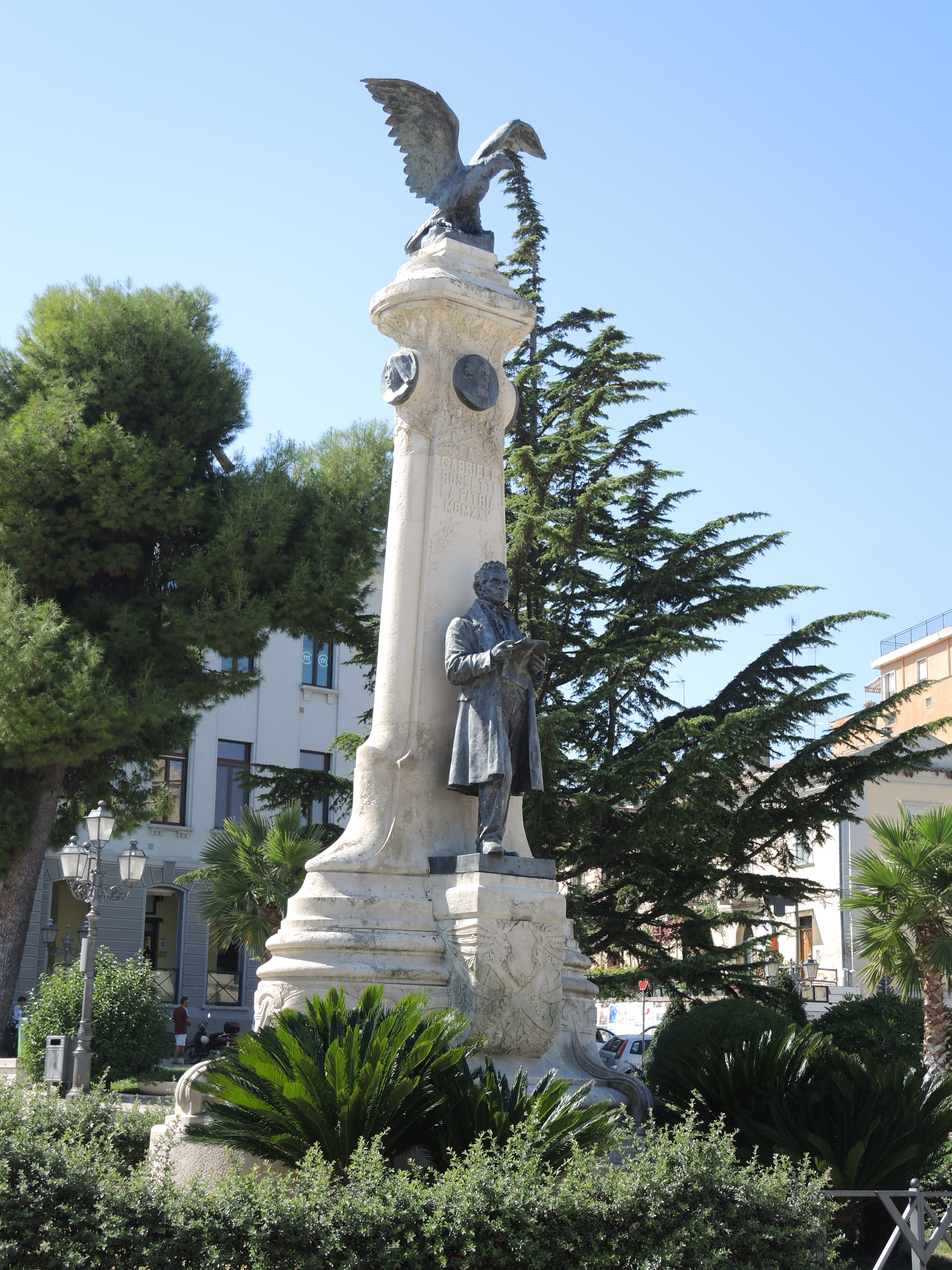
Monumento a G. Rossetti

Piazza centrale di Vasto, dove si affacciano il Palazzo Palmieri, una porzione del rione Gisone dall'aspetto convesso, sino a Torre di Bassano; poi a sud si apre il Corso Italia con i vecchi uffici delle scuole elementari, e ad ovest la facciata della chiesa dell'Addolorata. La piazza ha aspetto ellittico in quanto vi si trovava l'anfiteatro romano, di cui sono visibili alcuni resti sotto vetro trasparente allo sbocco di via Cavour, a Torre di Bassano.
Al centro, circondato lateralmente da quattro aiuole dove si trovavano delle palme, si trova il grande monumento a Gabriele Rossetti. Il monumento fu realizzato nel 1926 grazie al contributo del Lions Club Vasto, inaugurato dal principe ereditario Umberto II di Savoia, nel piano di riqualificazione urbana della città, e progettato da Filippo Cifariello. Il monumento poggia su basamento di pietra, si innalza verticalmente a colonna, avente in cima l'aquila littoria in bronzo con ali spiegate, stesso motivo ricorrente nell'architrave del Politeama Ruzzi. In alto ci sono dei medaglioni bronzei con i quattro figli di Gabriele: Dante Gabriel, poeta e pittore preraffaellita, Christina Georgina, poetessa, William Michael. critico letterario e curatore dell'opera paterna, e Maria Francesca, suora conventuale. La statua idealizzata del poeta in piedi che legge un libro, realizzato nelle solenni forme modello con cui si realizzavano a partire dall'Unità anche i monumenti a Dante Alighieri (Rossetti fu uno dei primi esegeti moderni dell'opera dantesca) si trova davanti l'alto basamento, con dietro di lui un'iscrizione commemorativa.

## Opere
Consultabili on line:

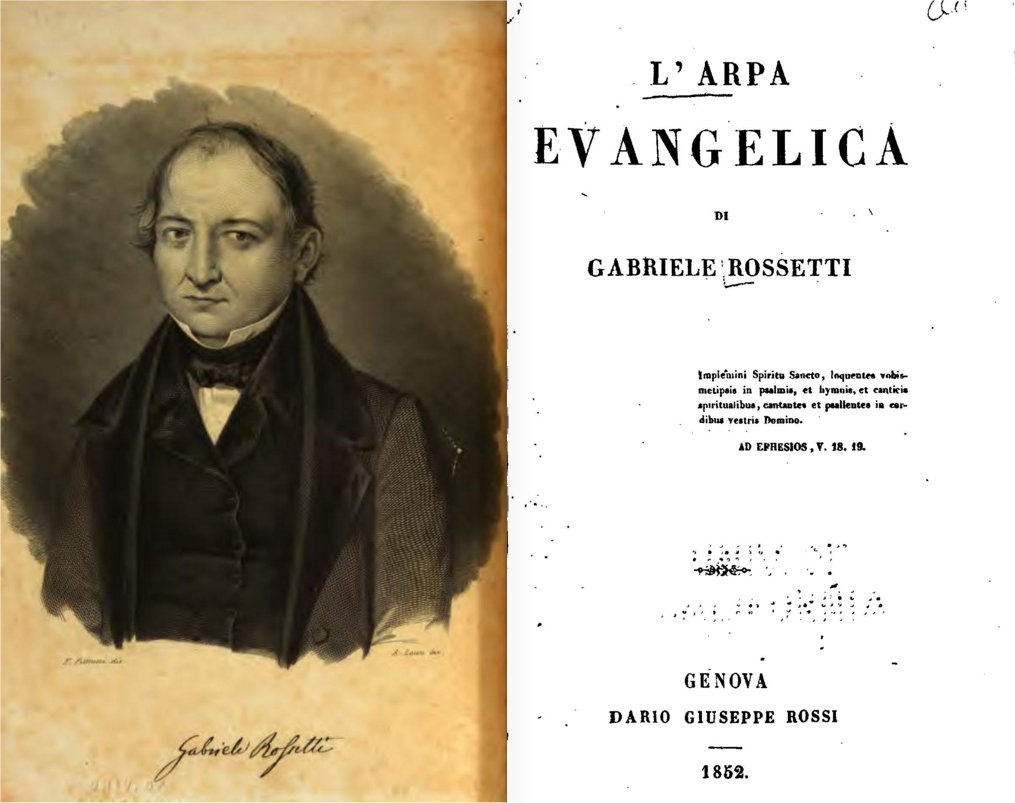
Tratto da Arpa Evangelica di Gabriele Rossetti da [https://archive.org/details/larpaevangelica00rossgoog Internet Archive

- Gabriele Rossetti, Poesie varie pe'l glorioso monarca di Napoli e di Sicilia Giuseppe Napoleone I, pio, felice, augusto, Napoli, 1806, OCLC 23989915, SBN NAPE004662.
- Gabriele Rossetti, Per la ricuperata salute di S.M. Ferdinando 1. Re del Regno delle Due Sicilie canto lirico di Gabriele Rossetti, Napoli, 1819, SBN SBLE004337.
- Gabriele Rossetti, Sullo spirito antipapale che produsse la Riforma, e sulla segreta influenza ch'esercito nella letteratura d'Europa, e specialmente d'Italia come risulta da molti suoi classici, massime da Dante, Petrarca, Boccaccio disquisizioni, Londra, 1832, OCLC 57132214, SBN RAV0199637.
- Gabriele Rossetti, Iddio e l'uomo: Salterio, Bruxelles, Valard, 1837, OCLC 717889866, SBN IEI0134998.
- Gabriele Rossetti, Il mistero dell'amor platonico del Medio Evo, derivato da'misteri antichi opera in cinque volumi, vol. 1, Londra, 1840, OCLC 12183364, SBN BVE0251623.
- Gabriele Rossetti, Il mistero dell'amor platonico del Medio Evo, derivato da'misteri antichi opera in cinque volumi, vol. 2, Londra, 1840, SBN BVE0251627.
- Gabriele Rossetti, Il mistero dell'amor platonico del Medio Evo, derivato da'misteri antichi opera in cinque volumi, vol. 3, Londra, 1840, SBN BVE0251632.
- Gabriele Rossetti, Il mistero dell'amor platonico del Medio Evo, derivato da'misteri antichi opera in cinque volumi, vol. 4, Londra, 1840, SBN BVE0251635.
- Gabriele Rossetti, Il mistero dell'amor platonico del Medio Evo, derivato da'misteri antichi opera in cinque volumi, vol. 5, Londra, 1840, SBN BVE0252671.
- Gabriele Rossetti, La Beatrice di Dante, Londra, 1842, OCLC 13342926, SBN RAV0230965.
- Gabriele Rossetti, Roma verso la metà del secolo decimonono, Parigi, 1846, OCLC 60354940, SBN LO10447270.
- Gabriele Rossetti, Il Veggente in solitudine: poema polimetro, Parigi, 1846, OCLC 794810821, SBN IEI0154446.
- Gabriele Rossetti, Cracovia, Carmi, Losanna, 1847, OCLC 680529228, SBN BAT0004265.
- Gabriele Rossetti, Versi, Losanna, S.Bonamici & compagni, 1848, OCLC 38664080, SBN LO10447271.
- Gabriele Rossetti, L'arpa evangelica, Genova, 1852, OCLC 6765712, SBN TO00637673.
- Gabriele Rossetti, La divina commedia di Dante Alighieri con comento analitico di G.R.; in sei volumi, vol. 2, Londra, 1877, OCLC 31387588, SBN TO0E006241.
- Gabriele Rossetti, Il mistero dell'Amor Platonico del MedioEvo, opera integrale in 2 volumi, ISBN 978887984333 1, Milano, 2013, Luni Editrice
- Giosuè Carducci (a cura di), Poesie di Gabriele Rossetti ordinate da G.C., Firenze, Barbera, 1861, OCLC 800993152, SBN CFI0438717.